# Frutto climaterico
I frutti climaterici sono quei frutti che maturano anche dopo essere stati separati dalla pianta.
L'etilene è l'ormone vegetale prodotto durante la maturazione. Al momento del distacco del frutto il contenuto di etilene si abbassa e quindi anche la respirazione (minimo climaterico), successivamente il frutto è capace di sintetizzare nuovo etilene che favorisce una ripresa molto intensa della respirazione (picco climaterico), allo scopo di idrolizzare l'amido accumulato durante la fase di accrescimento e convertirlo in zuccheri solubili (mono e disaccaridi quali glucosio, fruttosio, saccarosio). Durante questo processo, l'etilene attiva anche tutti gli altri meccanismi biochimici della maturazione.
Sono frutti climaterici banane, pesche, mele, pere, mele/pere cotogne, kiwi, nashi, cachi, meloni,  angurie, fichi, albicocche, avocado, manghi, susine, papaia, pomodori.
Contrariamente, i frutti non climaterici (o aclimaterici) non accumulano amido nei loro tessuti e non maturano se staccati dalla pianta (frutti come olive, uva, lamponi, cetrioli, ciliegie, fragole, agrumi, ananas, mele granate, peperoni, melanzane, zucche e la maggior parte dei legumi). In questo gruppo sono compresi diversi vegetali ad elevata attività respiratoria come fagiolini, piselli, asparagi, mais dolce. I frutti aclimaterici non hanno il picco climaterico, e la respirazione tende a ridursi gradualmente durante tutta la fase di accrescimento fino al suo completo arresto quando la maturazione è completa.
Le tecnologie moderne permettono all'essere umano un controllo molto preciso della maturazione. In frutticoltura è prassi comune raccogliere i frutti climaterici quando non sono ancora maturi, per poi conservarli dentro apposite celle frigorifere a basse temperature (0-4 °C) e atmosfera ricca di {\displaystyle {\ce {CO2}}}. La maturazione avviene successivamente, in modo artificiale, a temperature più elevate e con somministrazione atmosferica di etilene esogeno, e quando il frutto è pronto viene commercializzato. Tuttavia la somministrazione di etilene può rivelarsi molto utile anche nel trattamento dei frutti non climaterici già maturi ai quali si vuole modificare qualche piccolo parametro commerciale, per esempio negli agrumi: quest'ormone infatti stimola la degradazione della clorofilla, e i frutti arrivano alla vendita con una colorazione della buccia molto omogenea e priva di verde.